# Santa Llum

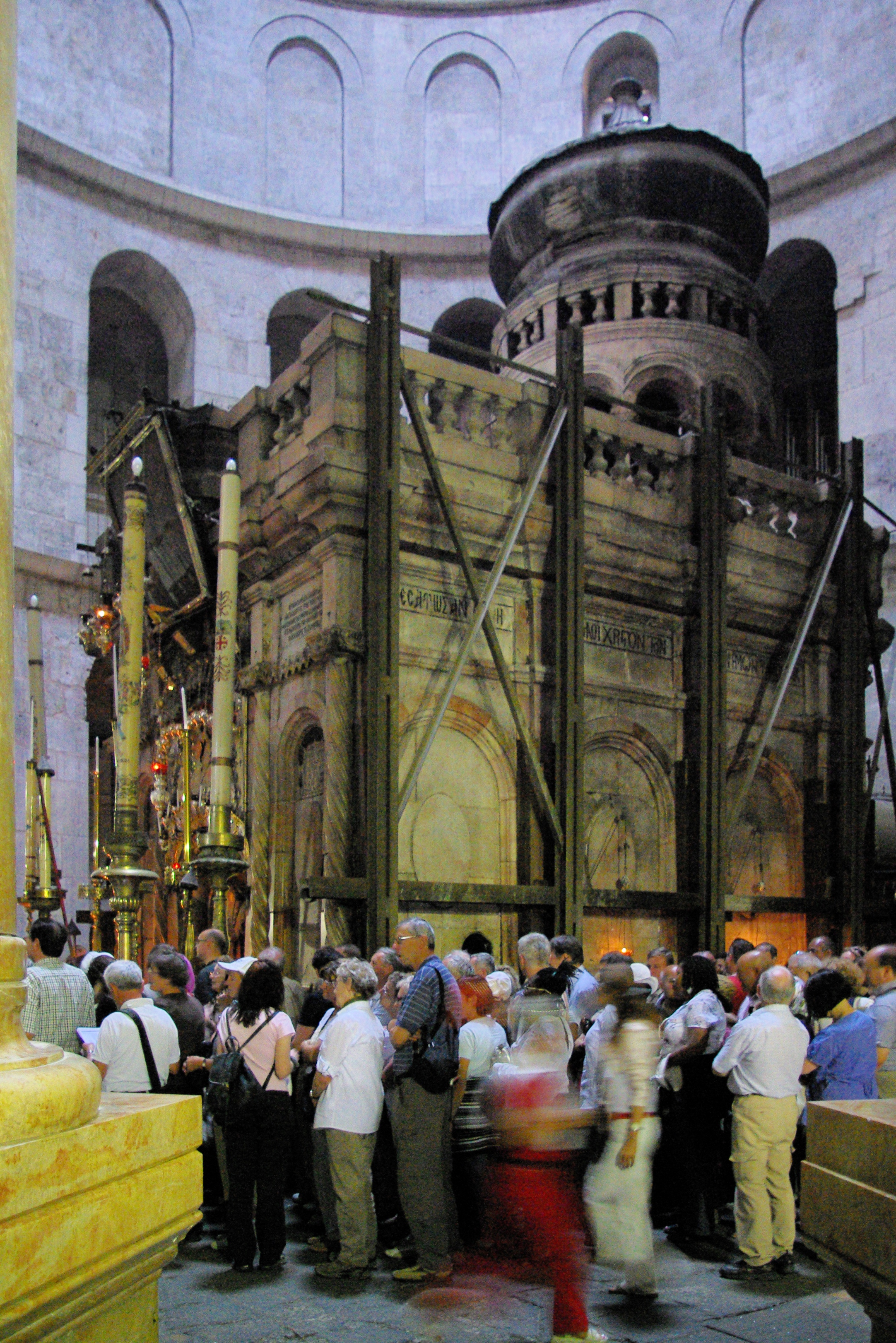
La basílica del Sant Sepulcre, on té lloc la processó

La Santa Llum (del grec Άγιον Φως, Àgion Fos) és, segons les esglésies ortodoxes, un miracle que passa cada any a la basílica del Sant Sepulcre de Jerusalem el Dissabte Sant, un dia abans de la Pasqua ortodoxa. Es considera que el miracle anual més rellevant. La cerimònia de la Santa Llum es retransmet per televisió a gairebé tots els països amb una població ortodoxa important, com ara Rússia, Belarús, Grècia, Xipre, Sèrbia, Montenegro, Geòrgia, Bulgària, Romania, Moldàvia, Ucraïna, Síria, el Líban, Jordània i Armènia, país on és rebuda amb grans honors per personalitats polítiques i religioses.

## La cerimònia
El Dissabte Sant, a migdia, el patriarca grec junt amb el seu seguici, seguit pel patriarca armeni i el bisbe copte, desfilen en una processó solemne, cantant himnes, tres vegades al voltant del Sant Sepulcre. Quan la processó s'acaba, el patriarca de Jerusalem o un altre arquebisbe llegeix una pregària especial grega, es treu la túnica i entra tot sol dins el Sant Sepulcre. Un cop el patriarca ha entrat al Sant Sepulcre, els presents canten el Kyrie eleison en grec fins que baixa la Santa Llum i encén les 33 espelmes que el patriarca ha lligat totes juntes dins el Sant Sepulcre. Després, amb les espelmes enceses, el patriarca surt i comparteix la llum a unes altres 33 (o 12) espelmes mentre diu oracions.

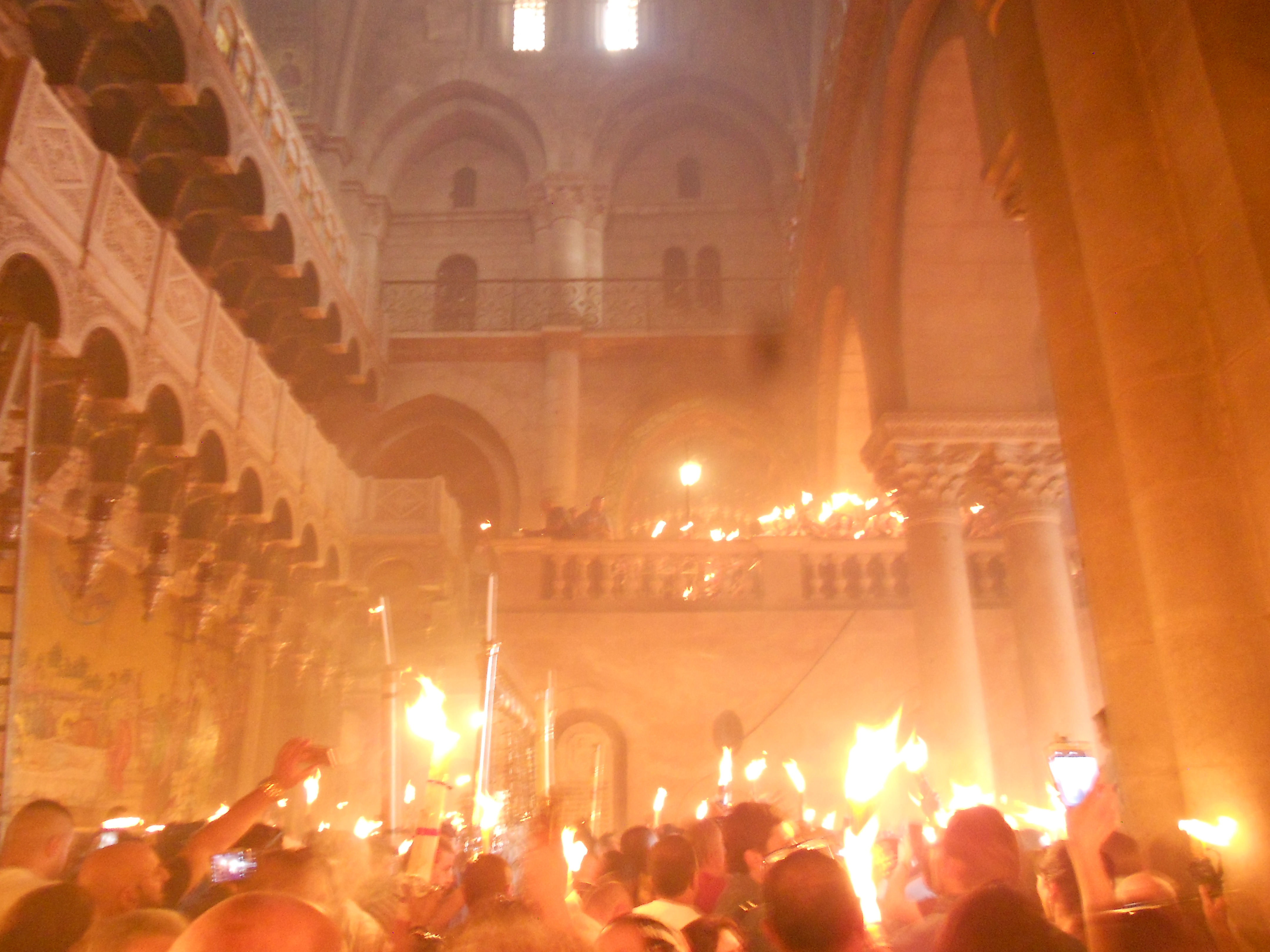
Santa Llum en 2018

Els pelegrins que hi ha presents relaten que la Santa Llum no crema els cabells, la roba ni la pell els primers 33 minuts després d'encendre's.
Les autoritats israelianes examinen el patriarca abans d'entrar dins el Sant Sepulcre, per tal que no porti res al damunt que pugui servir per encendre foc. Històricament, aquesta comprovació la feien els soldats turcs.

## Crítiques
- El 1238, el papa Gregori IX va denunciar la Santa Llum, declarant que era un frau.
- Porfiri, un arximandrita i científic rus (1804-1885), mentre es trobava a Jerusalem estudiant-hi teologia, va escriure en el seu diari –que més tard seria publicat en una obra de 8 volums anomenada Kniga bitià moiegó ('El llibre de la meva existència')– que es va quedar sorprès quan va veure que la Santa Llum sempre és encesa en una petita llàntia que acompanya una icona de marbre de la Resurrecció de Crist.